# Aulostomus
Aulostomus is een geslacht van straalvinnige vissen uit de familie van trompetvissen (Aulostomidae).
Het geslacht is voor het eerst wetenschappelijk beschreven in 1803 door Bernard Germain de Lacépède.

## Soorten
- Aulostomus chinensis (Linnaeus, 1766) – Gele trompetvis
- Aulostomus maculatus Valenciennes, 1837 – Trompetvis
- Aulostomus strigosus Wheeler, 1955

Niet geaccepteerde soort:
- Aulostomus valentini (Bleeker, 1853) geaccepteerd als Aulostomus chinensis (Linnaeus, 1766)